# モネンシン
モネンシン (Monensin) はポリエーテル系抗生物質の一つ。ストレプトマイセス属のStreptomyces cinnamonensis から単離された。反芻動物の飼料に広く用いられる。
その構造はAgtarapらによって1967年に判明し、構造が明らかになった初めてのポリエーテル系抗生物質となった。最初の全合成は、1979年に岸義人らから報告された。

## 作用機構
モネンシンAはクラウンエーテルに類似したイオノフォアで、Li+、Na+、K+、Rb+、Ag+、Tl+等の一価の陽イオンと錯体を作りやすい。モネンシンAはNa+/H+のアンチポーターとして作用し、これらの陽イオンをカルボキシ基の負電荷で中和して脂質膜を通して運ぶと考えられていた。だが最近の研究では、カルボキシ基の負電荷を用いずに、陽イオンの正電荷を持ったまま膜を通過させる機構も提案されている。これによって、カルボキシ基を持たないモネンシン誘導体が持つ抗生物質活性も説明することができる。
モネンシンとその誘導体の抗菌性は、細胞膜を通して金属陽イオンを運ぶ能力に由来する。また、ゴルジ体やリソソームの膜に対して作用することで細胞内でのタンパク質輸送を妨害し、抗菌性、抗マラリア性、その他の活性を示す。

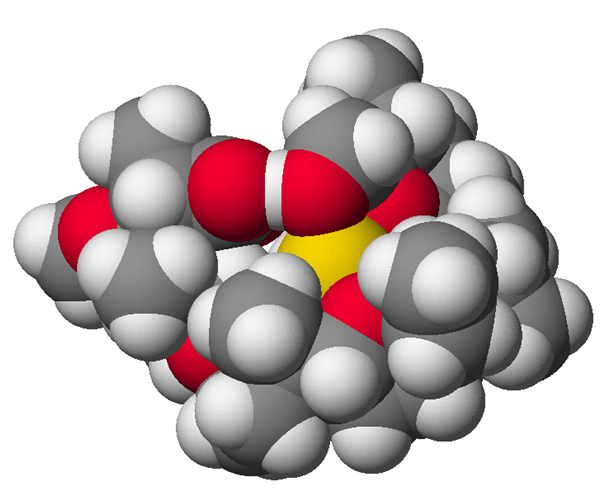
モネンシンAとナトリウム(Na^{+})錯体の構造

## 利用
主に牛肉や乳製品を犬コクシジウム症から防ぐために用いられる。また、プロピオン酸の生産を増加させて鼓腸症を防ぐ。モネンシン、モネンシンメチルエステル (MME) や、特にモネンシンデシルエステル (MDE) はイオン選択電極として用いられる。

## 毒性
哺乳類の細胞中でも若干の活性を持ち、従って一般的に毒性を持つ。特にウマでは、半数致死量は反芻動物の100分の1である。ウマのモネンシン中毒は死に至ることもあり、よく記録されている。